# Trechus isabelae
Trechus isabelae Borges & Serrano, 2007 é um escaravelho troglóbio endémico em cavidades vulcânicas nos Açores,